# Marion (Utah)
Marion – jednostka osadnicza w Stanach Zjednoczonych, w stanie Utah, w hrabstwie Summit.